# Braunschweiger Straße 9 (Magdeburg)

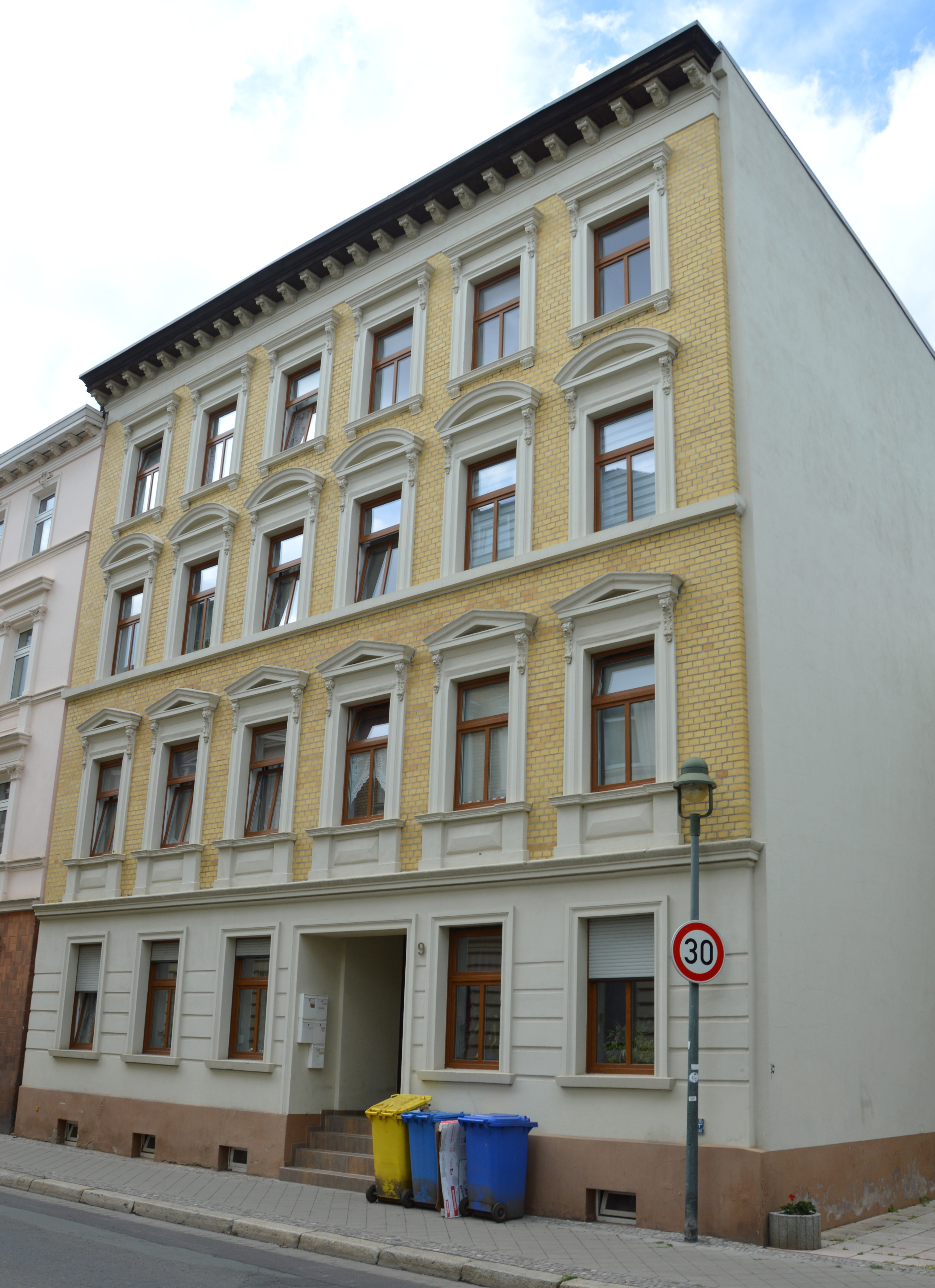
Braunschweiger Straße 9

Das Haus Braunschweiger Straße 9 ist ein denkmalgeschütztes Wohnhaus in Magdeburg in Sachsen-Anhalt.

## Lage
Es befindet sich auf der Nordseite der Braunschweiger Straße im Magdeburger Stadtteil Sudenburg. Das Gebäude gehört als  Einzeldenkmal zum Denkmalbereich Braunschweiger Straße 1–10, 98–108. Westlich grenzt das gleichfalls denkmalgeschützte Haus Braunschweiger Straße 10 an. Östlich steht die Villa Braunschweiger Straße 8.

## Architektur und Geschichte
Der viergeschossige Bau wurde mit gelben Ziegeln in den 1880er Jahren erbaut. Die an einen Palazzo erinnernde Gestaltung der Fassade erfolgte im Stil der Neorenaissance.
Im Denkmalverzeichnis für Magdeburg ist das Wohnhaus unter der Erfassungsnummer 094 81933 als Baudenkmal verzeichnet.
Das Gebäude gilt als Teil der erhaltenen gründerzeitlichen Häuserzeile als prägend für das Straßenbild und kulturell-künstlerisch wichtig.